# 魔女大戦 32人の異才の魔女は殺し合う
『魔女大戦 32人の異才の魔女は殺し合う』（まじょたいせん さんじゅうににんのいさいのまじょはころしあう、英題：The War of Greedy Witches）は、原作：河本ほむら、作画：塩塚誠による日本の漫画作品。『月刊コミックゼノン』（コアミックス）にて、2020年12月号より連載中。2023年9月時点で累計100万部を突破している。

## あらすじ
百年戦争の英雄ジャンヌ・ダルクは火刑に処され、死の間際に別世界へ飛ばされる。そこには、現世の歴史で偉業を成した魔女と呼ばれる女性たちがいた。魔女たち32人が集い、互いの欲を賭けた魔女千夜血戦（ヴァルプルギス）が幕を開ける。

## 登場人物

### 魔女
悪魔女王アグラット・バット・マハラットに選ばれた32人の女性。それぞれが現世にて善悪を問わずに大いなる偉業を成した古今東西の歴史上の人物たち。1人だけが叶えられる「欲」のために魔女千夜決戦というトーナメント戦に参加する。
ジャンヌ・ダルク（魔女階位：1065.0倍：32位）
主人公。『無』の魔女。持っている欲は『無欲』。悪魔たちに32人目の魔女として選ばれる。第1回戦第2試合に出場。
幼い頃から他者の命令に従って生きてきたため「欲」をもたない。そのためリリムとリリスには参加資格を疑問視されるが、アグラットからは「最もおぞましき欲を持つ魔女」とみなされている。
第1回戦第2試合で武則天と対戦。
魔装：無貌の乙女（ラ・ビュセル・ド・アンフィニ）
無魔法
対戦相手が抱く「欲」や「感情」に共鳴して己の能力に昇華させる。
軌跡の聖乙女・紅蓮（ラ・ビュセル・ド・ラージュ）
武則天が抱いていた「怒り」の感情に呼応し、武器である両手の十字架状の盾に炎を纏わせる。
義憤の業火（フラム・デ・コレール）
炎を纏わせた十字架状の盾を相手に振り上げ切り裂く。
巴御前（魔女階位：22.7倍：7位）
『豪』の魔女。持っている欲は『悪滅欲』。額に「源」の紋章が刻まれている。第1回戦第1試合⇒第2回戦第1試合に出場。
「一人当千（いちにんとうせん）」と称される程の剛力の持ち主であり、魔法で出来た拘束器具を自身の力だけで外すことが出来る。更に「悪・即・滅」の心情を持っており、自身が「悪」とみなしたものに屈することを許さず最後まで戦い続ける強い心も持つ。
第1回戦第1試合でエリザベート・バートリーと対戦。エリザベート・バートリーが繰り出す拷問器具の攻撃に負傷していくも持ち前のパワーで跳ね除けていき、逆にエリザベートに手傷を負わせていく。エリザベート・バートリーが距離を取ったタイミングを見計らい豪魔法・禍断の空弓を発動し、エリザベート・バートリーに致命傷を負わせることに成功し1回戦の勝利を収めた。
魔装：大刀一人千力（だいとういちにんせんりき）
鎧甲冑を纏い、武器である薙刀をさらに大型にする。
豪魔法：禍断の空弓（まがたちのからゆみ）
巴御前の背丈並みの大型の弓を出現させる。接近戦の時に使用していた薙刀を矢に使用する。放った矢は全てを貫くほどのとてつもない貫通力を持つ。
ただし巴御前が持っている魔力を相当量込めるため、一射ごとに消耗が激しく肉体に多大の負荷がかかる。
卑弥呼 （魔女階位：6.0倍：4位）
『鬼』の魔女。持っている欲は『求心欲』。舌に「三つ巴」の紋章が刻まれている。第1回戦第3試合に出場。
神託により人々を導いた、日本最古の国家邪馬台国の女王。洞察力と度胸に優れており、嘘を信じこませるためにあらゆる仕込みやハッタリを行う策略家。
生来の名前はヨギ。現世では両親と共に穏やかな日々を過ごしていた少女であったが「卑弥呼」を名乗っていた高齢の巫女の暴政により両親を失った。騒動が起きた時の隙を狙い巫女の住まいに侵入し彼女を殺害、その後民衆の前で「卑弥呼」の後継者を名乗り頂いた。
第1回戦第3試合でクレオパトラと対戦。序盤にクレオパトラの魔法を受けて左腕を切断するダメージを負うも、鬼魔法を駆使してあらゆる嘘を吐きクレオパトラを翻弄する。鬼魔法の仕組みを見抜いたクレオパトラからトドメを刺されそうになるが、勝負の前に仕込んでおり戦わせず温存していた下級悪魔の案内人を変身させたもう一人の卑弥呼に急襲させ、以後クレオパトラと戦わせる。クレオパトラがもう一人の卑弥呼にトドメを刺し勝利を収めたと油断した一瞬の隙を突いて、致命傷を負わせる事に成功し1回戦の勝利を収めた。
魔装：日出処鬼巫女（ひいずるところのおにみこ）
二振りの刀と右おでこ部分に鬼の角を模した仕込み短刀を顕現させる。
鬼魔法：森羅万象共鏡（しんらばんしょうともかがみ）
卑弥呼が吐いた嘘を信じた途端に現実化する事が出来る。
マタ・ハリ （魔女階位：51.4倍：14位）
『密』の魔女。第1回戦第4試合に出場。
第一次世界大戦時に二重スパイとして暗躍し、最終的にフランス軍によって銃殺刑に処された踊り子。第1回戦第4試合に出場。
ハイライトのない瞳が特徴。最後まで戦い勝利した1人しか生き残れない魔女千年血戦において、他の魔女と徒党を組むという独自の行動を取っている。
第1回戦第4試合でメアリー・リードと対戦。メアリー・リードの猛攻をことごとく躱していき、魔法などの能力の全容を明かすことなく短時間で勝利を収める。
魔装：踊り踊る理想郷（ダンス・ダンス・ユートピア）
体にフィットしたボディスーツを纏い、武器としてナイフを顕現させる。
エカチェリーナ2世 （魔女階位：11.7倍：5位）
『意』の魔女。持っている欲は『総欖欲』。胸の谷間に「三本剣」の紋章が刻まれている。第1回戦第5試合に出場。
夫であった第7代皇帝をクーデターで退位させた後、自国の近代化や拡張政策を成功させ、『大帝』と称されたロシア帝国第8代皇帝。
第1回戦第5試合でマリー・アントワネットと対戦。
魔装：生まれながらの王（ナチュラル・ボーン・キング）
意魔法によって、俊敏性を高めて近接戦で使用する「剣撃モード(ルイーツァリ-)」、動体視力を高めて遠距離戦で使用する「銃撃モード(スナイペル-)」、パワーを高めてパワーファイトの肉弾戦で使用する「騎馬モード(カヴァリェーリア-)」と複数の魔装を持っており当意即妙でその場の闘いに最適な魔装を顕現させる。
意魔法：エカチェリーナ"大帝"（-ヴェリーカヤ）
「我『冠』を欲す」の言葉により発動。闘いの状況に合わせて、その場に適応した魔装に変更することが出来る。
黄月英 （魔女階位：210.7倍：26位）
『知』の魔女。持っている欲は『知識欲』。第1回戦第6試合に出場。
三国時代の中国の天才軍師・諸葛亮の妻であり、自身も多くの天才的な発明を生み出した女性。
丸眼鏡をかけた小柄な女性。試合前、対戦相手であるマリ・キュリーと闘技場の大資料室で偶然出会い、違う時代に生まれた天才として心を通じ合わせていった。
第1回戦第6試合でマリ・キュリーと対戦。
魔装：黄式機巧兵器"美美壱号"（こうしきからくりへいき"めいめいいちごう"）
かつて考案したものの、革命的な発想ゆえに実現しなかった発明品を魔装として実現した黄月英の創造の集大成。見た目は巨大な腕部と脚部を擁するパワードスーツ。回転ノコギリや衝撃を逃がす曲線の盾といったかつての黄月英の発明品だけでなく、試合前に取り入れた知識を活かしたパイルバンカーのような装備も搭載されている。
知魔法："美美壱号"五虎大将（"めいめいいちごう"ごこたいしょう）
「我『創造』を欲す」の言葉により発動。"美美壱号"の腕部パーツと脚部パーツを分離させて自由自在に動かすとともに、黄月英自身も蜀に伝わる宝刀『雌雄一対の剣』で武装する。ただし、大質量の物体を思念で操るため相当な魔力が必要になり、黄月英本人にかかる負担が激増する。
黄式 壱　円天斬（こうしき いち えんてんざん）
左腕に搭載された円形の回転ノコギリ。
黄式 弐　パイルバンカー（こうしき に -）
右脚に搭載されたパイルバンカー。マリ・キュリーの魔装の一部を破壊するほどの威力を誇る。
黄式 参　双回打（こうしき さん そうかいだ）
巨大な両手を振り回すダブルラリアット。
黄式 伍　焦熱獄炎大火輪（こうしき ご しょうねつごくえんだいかりん）
左脚に搭載された火炎放射器。凄まじい高温ゆえに、再使用までのクールタイムに約20分を必要とする。
黄式 番外編　世貫掌（こうしき ばんがいへん せかんしょう）
右腕部の掌から発射される螺旋状の杭。
黄式 結　八卦の魔陣（こうしき けつ はっけのまじん）
"美美壱号"の両腕部・両脚部・双剣を構えた黄月英本人が相手を取り囲んだ状態で一斉攻撃する陣形。
八百屋お七 （魔女階位：601.5倍：31位）
『焔』の魔女。持っている欲は『焼恋欲』。左目に「炎」の紋章が刻まれている。第1回戦第7試合に出場。
短気で粗暴な江戸っ子気質で、何事にも突っかかる好戦的な少女。常に棒付きキャンディを口にしている。「魔女の鉄槌」に所属している。
生前、天和の大火に巻き込まれた後、避難先の寺で出会った吉三と言う寺の小姓に好き焦がれていた。吉三と一緒に火事を見る時間が「ウチらの時間」と大切にしていた。やがて結婚をし寺から離れるも、吉三に再会したいがために嫁ぎ先を放火、一時の逢瀬を重ねた後火炙りの刑で処刑された。
第1回戦第7試合で織姫と対戦。開始早々織姫と一進一退の攻防を繰り広げるが、織姫に星魔法を発動されてしまう。遥か上空から攻撃を仕掛ける織姫に近接戦闘を望んだ矢先に織姫から超重量ののしかかりをくらい頭が地面にめり込んでしまう。しかしそこで焔魔法を発動、向上した身体能力を駆使して織姫にダメージを与えていく。一気に勝負を決しようと周囲に浮かせていた「星」を次々と集結させて1つの巨大な「星」を織姫から落とされるも、その星を超高熱のパンチで溶かし穴を作って避けることに成功する。しかし最終決着をつけるためにマウント・ポジションの上の乗る側を織姫に取られ、織姫の重力がこもった超重量級パンチをまともに浴びてしまう。一時は気絶してしまうがそこで走馬灯により吉三に再会。自身の「欲」を思い出し反撃、最後は全身発火と言う自身も死にかねない捨て身の反撃をする。先に織姫が命尽きて消滅し、辛くも1回戦の勝利を収めた。
魔装：大江戸百花繚乱・纏（おおえどひゃっかりょうらん・まとい）
「火炎上等」「恋娘参上」等の文字が入った特攻服を纏い、武器として江戸時代の火消しの旗印「纏」を顕現させる。
放火魔であるお七の武器が纏である理由については、本人曰く「纏は火の目印でもあるんだぜ」とのこと。
焔魔法：伊達いろは爆炎組（だていろはばくえんぐみ）
「我『熱情』を欲す」の言葉により発動。発動後、左目の「炎」の紋章がさらに拡がる。
魔装に手甲とローラーブレードが追加され、全身から凄まじい高熱を発生させる。その高熱によりパワー・スピード等の身体能力を飛躍的に向上させる。
シンプルであるが故に応用の効く能力で、織姫戦では「炎を噴射した勢いで高速移動する」「土塊に炎を纏わせ弾き飛ばす」「炎を纏った拳で殴る」といった活用をした。
ゑ組の拳　爆焔美倒（ファイヤービート）
炎を纏った拳で相手を殴り飛ばす技。作中では自身の魔法で空中を浮遊していた織姫を地面に叩き落とした。
ボニー・パーカー （魔女階位：91.5倍：21位）
『奪』の魔女。持っている欲は『簒奪欲』。第1回戦第8試合に出場。
後述の生来の経験から、欲しいものが有れば自分から奪りにいく性格の持ち主。また多数の犯罪により場数になれて、相手の力量・戦術を冷静に判断し戦いを進めていく。
ウェイトレス時代に同僚のタリサと言う女性が夢を叶える前にギャングの抗争に巻き込まれ死亡した経緯が彼女の人生観を決定づける大きな出来事となる。その後、恋人・クライド・バロウと共にギャング行為を始める。ボニー・パーカーは自身の人生に何の悔いは無いが、唯一の心残りとしてタリサが殺される前の時間には戻りたいと思っている。
第1回戦第8試合でモナ・リザと対戦。モナ・リザのあまりの戦闘能力の無さに圧勝気分でいたが、銃撃をくらっても死なない彼女に困惑し攻撃を受けてしまう。しかし観客の反応などを見て、自身が見えているものの違和感を察知し咄嗟に四方八方に銃撃をし本体のモナ・リザにダメージを負わせることに成功する。しかし追い詰められたモナ・リザが発動した「無限回廊」への対処に苦戦、体力が徐々に消耗していく中、本体と幻覚の違いを認識するためダイナマイトを引き寄せ相打ち覚悟で決闘会場周辺を爆撃する。爆風から回避した本体の感覚を認識した後、奪魔法を発動しモナ・リザの心臓を抜き取り1回戦の勝利を収めた。
魔装：鉛の弾丸をぶちかませ（ボニー・パーカー・ストーリー）
白いマントを羽織ったキャットスーツ風の衣装。スーツの各所にベルトが巻かれており、腰に巻かれたものには弾丸が仕込まれている。
名前の由来はボニー・パーカーを題材とした1960年のアクション映画『鉛の弾丸をぶちかませ（英題『The Bonnie Parker Story』）』。
奪魔法：『俺たちに明日はない』
「我『自由』を欲す」の言葉により発動。手を伸ばした先にある物を掴み手元に引き寄せる事が出来る。
目で確認した近くの物はもちろん、遠くの物も場所や方角さえわかれば壁などを通り抜けて引き寄せる事が出来る。また心臓の鼓動を把握すれば、人体を通り抜けて心臓を掴み抜き取る事も出来る。
モナ・リザ戦の当初は、自身の控室にストックしていたピストルやトミーガンといった多種多様な銃火器を一瞬で手元に呼び出すこの魔法の性質を利用して「無限に生まれる銃」とハッタリをかました。
イザボー・シェイネ （魔女階位：252.1倍：27位）
『魔』の魔女。第1回戦第9試合に出場。
第1回戦第9試合でアガサ・クリスティと対戦予定だったが、アガサが闘う前に胸に一突きにされて死亡し不戦勝となった。
厳詠春 （魔女階位：86.5倍：19位）
『武』の魔女。持っている欲は『最強欲』。第1回戦第10試合に出場。
第1回戦第10試合でアンナ・パブロワと対戦。
魔装：纏繞呑吐無敵鉄甲（てんじょうどんとむてきてっこう）
佐々木累 （魔女階位：47.8倍：13位）
『刀』の魔女。持っている欲は『結縁欲』。第1回戦第11試合に出場。
第1回戦第11試合でラクシュミー・バーイーと対戦。
魔装：四つ目結（よつめゆい）
リュドミラ・パヴリチェンコ （魔女階位：3.5倍：2位）
第1回戦第12試合で、紫式部と対戦。
紫式部 （魔女階位：116.3倍：23位）
第1回戦第12試合で、リュドミラ・パヴリチェンコと対戦。
楊貴妃 （魔女階位：15.3倍：6位）
第1回戦第13試合に出場。
シャルロット・コルデー （魔女階位：67.6倍：17位）
第1回戦第13試合に出場。
アメリア・イアハート （魔女階位：41.9倍：11位）
第1回戦第14試合に出場。
マリア・アンナ・モーツァルト （魔女階位：573.8倍：30位）
第1回戦第14試合に出場。
小松姫 （魔女階位：166.1倍：25位）
第1回戦第15試合に出場。
ゼノビア （魔女階位：46.8倍：12位）
『戦』の魔女。
第1回戦第15試合に出場。
ラ・ヴォワザン （魔女階位：92.1倍：22位）
第1回戦第16試合に出場。
フローレンス・ナイチンゲール （魔女階位：26.4倍：8位）
第1回戦第16試合に出場。

#### 一回戦敗退した魔女
エリザベート・バートリー（魔女階位：66.1倍：16位）
『血』の魔女。持っている欲は『嫐欲』。左胸に鎖で描かれたハート型の紋章が刻まれている。
嫐り殺すことを何よりの愉悦とし、アグラット曰く「誰よりも人間を壊してきた女」と言われている。11歳の頃、美しい召使いマーシュを不慮の事故によりナイフで刺殺してしまいその壊れる様に興奮したことが起因する。壊れる様が美しいと思い嫐り殺していきたいことは紛れもない彼女の欲であるが、彼女の真の欲は「己自身が美しく壊れたい」という所にあった。
第1回戦第1試合で巴御前と対戦。無数の拷問器具を駆使して巴御前の体を傷つけていく。しかし巴御前に豪魔法・禍断の空弓の発動を許してしまい、放たれた矢で右手が消し飛ばされてしまう。それでも最後の力を振り絞り、全ての拷問器具を集約させて放つ攻撃「真紅の断末魔」を放ったが、巴御前の放った禍断の空弓・二の矢で致命傷を受ける。死の間際に瀕して自身の真の欲に気付き、巴御前の「美しい」という言葉で達せられたことに満足し消滅していった。
魔装：血の伯爵夫人（カウンテス・オブ・ブラッド）
深紅の服を身に纏い、武器として刺股状の拷問器具を顕現させる。腰に巻いている革ベルトに手持ちサイズの拷問器具を小型化して収納している。
血魔法：朱殷の遊び部屋（レッド・プレイルーム）
「我『凌辱』を欲す」の言葉により発動。大型の鉄の処女(アイアン・メイデン)と共に無数の拷問器具が宙に浮いた状態で現れ、それを自由自在に操ることが出来る。
針千本・朱（ブラッディ・プロミス）
敵の拘束とかに使用する大量の杭を敵の周囲に差し込み、動きを封じる。
真紅の断末魔（レッド・スクリーム）
朱殷の遊び部屋で呼び寄せた全ての拷問器具を一つに集約し繋ぎ合わせて巨大な一つの武器として完成させたものを敵に向かって放つ。
武則天 （魔女階位：5.2倍：3位）
『覇』の魔女。持っている欲は『天上欲』。右の人差し指先に「牡丹」の紋章が刻まれている。
後述の李天と過ごした日々の経験から、弱いもの・下にいるものは蹂躙され踏み潰されてしまう考えを持っていて、低きにいることを憎み常に「最上の高み」を望んでいる。それは中華の皇帝になっても覇道が続いていると言うほどである。その覇道を阻むものは徹底的に容赦なく制裁を下す。
生来の名前は武照。現世では父の生き死にで栄枯盛衰を経験していた少女時代が有った。父の死で栄華を失い流れ着いた片田舎の村で出会った青年・李天と出会う。彼が持つ優しさに触れ穏やかな日常を過ごしていた。しかし李天が不条理な理由で村人に殺され、怒りのまま李天を殺した村人を逆襲したあと、優しさだけでは皇帝になる前に踏み潰されてしまうと悟り、怒りの感情を持ち皇帝になる野望を持ったまま望んで後宮入りをした。
第1回戦第2試合でジャンヌ・ダルクと対戦。対戦前にジャンヌ・ダルクに自害を要求するなど不遜な命令を下す。しかしジャンヌ・ダルクがその命令を拒否すると魔装を発動し対戦する。序盤は現世の武器で戦おうとするジャンヌ・ダルクをあざけ笑いいたぶり勝利を確信する。だがなお食い下がるジャンヌ・ダルクに怒りを感じ覇魔法でとどめを刺そうとしたが、その怒りをジャンヌ・ダルクに共鳴され魔装の発動を許してしまう。その後は繰り出す攻撃を次々とジャンヌ・ダルクにいなされ反撃を受けてしまう。しかし「欲」の原点を思い出し自身にもダメージを受ける捨て身の覇魔法を繰り出す。ジャンヌ・ダルクからさらなる怒りの感情を共鳴され、風と炎を纏った捨て身の打撃の打合いになるが、ジャンヌ・ダルクから致命傷の一撃を受けて敗北。最期に李天と出会い、笑顔のなか消滅していった。
魔装：凌征夷蛮戎狄（りょうせいいばんじゅうてき）
腕に甲冑を纏わせ、武器として持ち手部分が青龍偃月刀となった大槌を顕現させる。
覇魔法
自身の怒りを呼応させた暴風を生み出す。
九似昇天咬（きゅうじしょうてんこう）
武器である大鎚に暴風を纏わせ、そのまま相手に叩きつける。
皇煌・降龍招来（こうこう・こうりゅうしょうらい）
敵の周囲に暴風を巻き起こし逃げ場をなくした状態で、上から青龍偃月刀で突き刺しに行く。
天上天下融通無碍（てんじょうてんげゆうづうむげ）
極限まで全身に風を纏い縦横無尽な高速移動や高速から繰り出す高攻撃力と連撃を可能にさせる状態。しかし身に纏う暴風は武則天自身さえも身を刻んでしまう諸刃の剣となってしまうリスクがある。
天鎧嵐尽（てんがいらんじん）
武器に竜巻を発生させるほどの風を纏わせて攻撃する渾身の一撃。
クレオパトラⅦ世（魔女階位：1.8倍：1位）
『愛』の魔女。持っている欲は『真愛欲』。右腕に「翼を持った蛇」の紋章が刻まれている。
「世界に愛された女」と言う名に相応しいほどの美貌を持ち、その美貌は人間に留まらず下級悪魔も魅了されるほど。見た者を全て虜にし願えば全て叶えられる人生を送ってきた。しかし容易に手に入るその「愛」に心から満たされず、自身を心から知ろうとする者を欲していた。
第1回戦第3試合で卑弥呼と対戦。魔法を駆使して卑弥呼にダメージを負わせていくが、卑弥呼から次々と「毒」や「同じ魔法を使える」等の嘘を具現化した鬼魔法の反撃を受ける。鬼魔法の仕組みを見抜き卑弥呼にトドメを刺そうとするも闘技場に現れたもう一人の卑弥呼に背後から刃を突かれてしまう。ダメージを負った状態で無傷で万全のもう一人の卑弥呼と対戦し、一瞬の隙を突いて愛魔法を繰り出す。本物を倒し勝利を収めたと思っていたところ、後から登場した卑弥呼の方が偽物とわかり、その直後本物の卑弥呼から胸を一突きされ致命傷を負う。最期に卑弥呼から「愛している」の返事を貰い「我『愛情』を欲す」と言う位欲していた真愛に満たされ消滅していった。
魔装：命冥加たる艶美（アフロディーテ・モイラ）
一振りの湾曲刀と六枚の刃の翼を顕現させる。
愛魔法：蠱惑の摩手（アフロディーテ・ブラキオラス）
紋章が刻まれた右腕が触れた状態で、クレオパトラが願い事を唱えると願った事が実行される。
作中でクレオパトラが願った言葉は、ねじれよ・溶けよ・出でよ・千切れよ・爆ぜよ。
メアリー・リード （魔女階位：135.2倍：24位）
『海』の魔女。持っている欲は『友愛欲』。左目に「錨」の紋章が刻まれている。
もう一人の人格にアン・ボニーを宿す二重人格者。魔女千夜決戦を勝ち抜いたら、再び海に出て航海する夢を持っている。
現世では常にアン・ボニーと共に海賊行為を行い収監も隣同士で過ごしていた。しかしアン・ボニーが裏切り一人だけ出所したあとは脳内にいるアン・ボニーと話すようになり二重人格者になるキッカケとなった。
第1回戦第4試合でマタ・ハリと対戦。開始早々出し惜しみせず魔装による直接攻撃や魔法による砲撃などの猛攻を繰り出すが、マタ・ハリにことごとく躱されたうえ、一瞬で心臓を一突きされ敗退する。
魔装：双錨の海賊（パイレーツ・オブ・ダブルアンカー）
マントを羽織り、鎖で繋がった2つの錨を武器に出現させる。
海魔法：七つの海の女王達（クイーンズ・オブ・セブンシーズ）
「我『大海』を欲す」の言葉により発動。武器である錨を地面に差し込み、そこから海を湧き出し海賊船を召喚する。
召喚した海賊船からの砲撃にて遠距離攻撃をするが、間合いを詰められて近接攻撃に転じるために地面に刺した錨を抜くと魔法の効力が切れて海や海賊船が消えていく。
マリー・アントワネット （魔女階位：35.9倍：10位）
『純』の魔女。持っている欲は『君臨欲』。右人差し指と中指に「薔薇」の紋章が半分ずつ刻まれており、指をくっつけることで一つの「薔薇」の紋章になる。
贅を極めた豪華絢爛な日々を送っていたが、革命によって断頭台の露と消えたフランス王妃。
悪魔女王・アグラットの前にしても崩れない気高さを持つ少女。当初は自身の戦闘能力の無さを自覚し魔女千夜決戦を辞退しようとするが、悪魔との契約で得た魔法の力を見て戦いに意欲を見せる。
第1回戦第5試合でエカチェリーナ2世と対戦。
魔装：百の花びらを纏う薔薇（ロサ・ケンティフェリア）
薔薇の装飾が施された軍服とマントを纏い、武器として身の丈よりも大きな大鎌を顕現させる。エカチェリーナ2世の攻撃で大鎌の片刃が破損した後は槍としても運用した。
純魔法：王妃の心象（ル・アーチ・ドゥ・ラ・レーヌ）
「我『服従』を欲す」の言葉により発動。マリー・アントワネットがこれまでの人生で克服した恐怖の対象を影から召喚する。ただし一度に喚べるものは1種類だけで、召喚するものの大きさに比例して魔力を消費する。
ギロチン台
影からマリーの命を奪った処刑器具・ギロチン台を召喚する。リリムとリリスが召喚した巨大な魔物の首を一撃で跳ね飛ばす威力を誇るが、エカチェリーナ2世にはギロチン台の拘束を破壊されてしまい通用しなかった。
犬
影から犬の群れを召喚する。マリーの魔法がギロチン台の召喚のみと誤解していたエカチェリーナ2世の油断をついた。
“慈愛の鞭”
薔薇の茎のように棘がついた鞭を影から召喚する。先の攻撃で左目を失ったエカチェリーナ2世の死角から攻撃した。
”鷹刈”
影から鷹を召喚する。後述の“王の槌”への繋ぎとして使用した。
”王の槌”
影から巨大なハンマーを召喚し、相手に振り下ろす。
”タンプル塔”
フランス革命で王家を幽閉したタンプル塔を影から召喚する。エカチェリーナ2世を上空へ突き飛ばした。
影のエカチェリーナ2世
マリーが試合の途中でエカチェリーナ2世への恐怖を克服したことで、影から召喚したもう1人のエカチェリーナ2世。本物と寸分違わぬパワーと魔力を持っており、かつ本物が試合中に負ったダメージは反映されていない。
マリ・キュリー （魔女階位：57.7倍：15位）
『理』の魔女。持っている欲は『真理欲』。魔装時や理魔法発動時に「正六角形」の紋章が浮かびあがる。
最高峰の研究者のみが受賞できるというノーベル賞を2度に渡って受賞した初めての女性で、ミリタリージャケットに身を包んだ短髪の麗人。口癖として「好いね」という言葉を多用する。子供の頃立て続けて不幸に見舞われた経験から無知な自分が許せなくなり、その想いが原点となり全ての物事の真理を追い求めるようになった。やがて「全知の存在」になることが彼女の欲となった。
第1回戦第6試合で黄月英と対戦。黄月英とは闘う事前に大資料室で出会ってしまいお互いの知識に追求する姿勢で仲良くなる。お互いをより知り合うために真剣勝負を行う。黄月英の魔装による攻撃を理魔法によってかわしていき、反撃しながら追い詰めていく。しかし黄月英が自身の合理的な闘い方が逸脱した「知性の無い攻撃」と言う捨て身の闘い方をされ、理魔法の情報処理負担量が著しく増加されてしまう。しかしそんな窮地も喜々として受け入れ応戦する。闘いながら見えていく可能性のビジョンを処理していったが一手間に合わない処理が発生しそれが黄月英の胸の一突きに繋がり敗北。互いに知の限りを尽くした全力の闘いに満足し最期に黄月英と握手して消滅していった。
魔装：世界を変革せよ（ターン・ザ・ワールド）
2丁の銃剣を顕現させる。キュリー曰く「弾は魔力でフルオートにもセミオートにもなる」「当然連射もできる」とのこと。
理魔法：可能性の統治者（ルーラー・オブ・ポシビリティ）
「我『全知』を欲す」の言葉により発動。「可能性」を可視化して観測することで、この後発生する「真理」を予知することができる能力。相手の行動パターンを分析することで、予知の精度を上げることも可能。ただし、様々な影響を受けて可能性は常に分岐し続け、その際に発生する膨大な情報を処理する際に本人の身体に猛烈な負荷がかかる。
黄月英戦では、彼女の攻撃パターンを分析したことで魔装による多彩な攻撃を先読みし、 初めて目にする技ですら完璧に回避してみせた。
織姫 （魔女階位：401.1倍：29位）
『星』の魔女。持っている欲は『恋恋欲』。両瞳に「星」の紋章が刻まれている。後述の経歴から、歴史上の人物ではなくいわゆる一般人であり一番年代が新しい。
生来は「織姫」と言う芸名で東京・秋葉原を拠点に活動していた地下アイドル。しかしそれは表の顔で、裏の顔は自身のファンを104人も監禁した重犯罪者。その犯罪の質から公安警察にマークされ、やがて逮捕される。そして犯行動機が「七夕伝説の彦星との逢瀬が年に1度なら、365人の彦星を作って1年中ラブラブで毎日が七夕の状態を作り上げる」と言う異質な理由から、2020年に公安警察によって秘密裏に消去された。
第1回戦第7試合で八百屋お七と対戦。登場アナウンスを無視してアイドルのようなド派手なパフォーマンスで観客の心を鷲掴みにして入場した。開始早々お七と一進一退の攻防を繰り広げるが、お七の蹴りをくらったあと星魔法を発動。星魔法を駆使した重力操作で「星」や自身を落下させる攻撃を繰り出し、お七にダメージを与える。しかしお七も焔魔法を発動、向上した身体能力を前に翻弄され攻撃を受けてしまう。そこで一気に勝負を決しようと周囲に浮かせていた「星」を次々と集結させて1つの巨大な「星」を完成させると、お七の頭上に落とし圧殺を仕掛ける。しかしその攻撃も避けたお七と最終決着をつけるべくマウント・ポジションの上の乗る側を確保。自身の魔法の重力で固定すると、重力を乗せた超重量級パンチをお七に浴びせる。一時はお七を気絶まで追い込み勝利間近なところで、気付いたお七の全身発火と言う二人共燃えかねない捨て身の反撃にあう。炎の中追撃を仕掛けていくが先に命尽きて消滅していった。
魔装：ぴゅあぴゅあ☆恋愛伝説（シリアル・ラバー）
星魔法：恋恋星河一天（こいこいせいがいってん）
「我『恋愛』を欲す」の言葉により発動。発動後両瞳の「星」の紋章が黒く淀んでいく。
黒い球体の結界を張り、その結界内で織姫が触れたもの、あるいは自分自身にかかる重力を変化させ、落下と浮遊を自由に操る。この魔法を活用して宙に浮いて移動するほか、結界内に発生させた「星」に触れて落下させることで質量兵器として使用することができる。
モナ・リザ （魔女階位：303.5倍：28位）
『絵』の魔女。持っている欲は『不滅欲』。右目に「LV」の紋章が刻まれている。
絵画『モナ・リザ』を鑑賞した者がそれぞれ違った感想を抱くように、生来から「見る者によって顔の印象が全く違う」という身体的特徴を持つ婦人だった。そんな身体的特徴により自分を見失っている生活を送ってたある日、レオナルド・ダ・ヴィンチに巡り合う。彼が描き出した絵画で自分の存在を認識し涙を流す。彼女はその後魔女千夜決戦中は「モナ・リザ」を通り名にした。
第1回戦第8試合でボニー・パーカーと対戦。生来がただの婦人で戦闘能力が皆無であるため、ボニー・パーカーとの直接の戦闘では話にならないほど弱い。しかし絵魔法から生み出された幻覚を駆使して、ボニー・パーカーを翻弄、少しずつ彼女への攻撃に成功していく。しかし突如四方八方に銃を乱射され、その攻撃が被弾。ボニー・パーカーに絵魔法の仕組みを把握され対処されてしまう。そこで1回戦では使うつもりがなかった奥の手「無限回廊」を発動し、多量に生み出された幻覚による物量戦を行う。多量の幻覚によって着実にボニー・パーカーにダメージを負わせていくが、追い詰められたボニー・パーカーが突如ダイナマイトを引き寄せ決闘会場周辺を爆撃する。その爆風から本体は逃れる事が出来たが、それは本体と幻覚の違いを知るためにボニー・パーカーが仕掛けた一手であり、再び「無限回廊」を仕掛け多量の幻覚を用意したが、本体の感覚を知ったボニー・パーカーに奪魔法を発動され、心臓を抜き取られ敗北する。死の間際ボニー・パーカーに自身の本名を伝え消滅していった。
魔装：宿命の女（ファム・ファタール）
紫を基調としたパーティドレス風の衣装で、会場の観客からは「生ける黄金比」と称された。武器は生来からの使い慣れた包丁。
絵魔法：終わりなき終わり（ネバー・エンディング・エンド）
「我『永遠』を欲す」の言葉により発動。
他者が思い描くイメージの『モナ・リザ』の幻覚を見せる能力。見せた幻覚は実体を持ち、対戦相手への殺傷能力を持つ等現実に影響を及ぼす事が出来る。
しかし幻覚が攻撃を受けても当然本体には致命傷にならず、すぐさま別の幻覚が登場する。
無限回廊（むげんかいろう）
本来本体でしか使えない「絵魔法：終わりなき終わり」の能力を幻覚にも使わせる事が出来る。そのため幻覚が幻覚を生み出して、倒した幻覚以上にどんどん加速度的に増殖させる。
発動条件は、魔法の能力を対戦相手に明かし「モナ・リザは幻覚の魔法を使う」イメージを植込む事で発動する。
アガサ・クリスティ （魔女階位：30.5倍：9位）
『謎』の魔女。
第1回戦第9試合でイザボー・シェイネと対戦予定されていたが、対戦前に胸に一突きされてしまい不戦敗となった。しかし、実際はアガサ自身の魔法使用による狂言であり生存しており、アグラットすら欺いたあと、自身の案内悪魔のリリアを協力者として巻き込み、魔女千夜血戦の真の目的と正体を知るために調査に乗り出した。
アンナ・パブロワ （魔女階位：85.9倍：18位）
『踊』の魔女。持っている欲は『向上欲』。軸足となる左足の甲に「白鳥」の紋章が刻まれている。
鍛錬で積み上げたバレエの回転を利用した重い連続蹴りを得意としている。また仮に敵に防御されても、そこから軸に回転してさらなる蹴りに繋げる攻撃を繰り出す。
第1回戦第10試合で厳詠春と対戦。魔装をしたあと開始アナウンス前の速攻の奇襲を仕掛ける。厳詠春に連続回転蹴りを繰り出し一撃を浴びせたが、そこで動きを見切られ反撃を受けてしまう。厳詠春に自身の攻撃が通用しないとみるやすぐに踊魔法を発動、厳詠春に自身のが今まで受けたダメージを共有させたあと連続攻撃を繰り出す。厳詠春との我慢比べを行っていくが厳詠春による「連鎖廻転撃」を受け気絶してしまう。しかし気絶中に子供の頃の原点を思い出し再起、『瀕死の白鳥』最・終・幕を発動し厳詠春を追い詰める。しかし、厳詠春から踊魔法の欠点を見抜かれ、その隙を突いた一撃必殺の打拳を左胸にクリティカルヒットされる。その攻撃により魔法を発動する間も無く即死に至り敗北するが、厳詠春との最後の一撃の刹那に自身が理想としたバレエ像を思い出しそれを達成した事に満足したまま消滅していった。
魔装：プリマ・バレリーナ
バレエの舞台衣装風の戦闘服で、強力な蹴りを活かした戦闘補助用トゥーシューズを顕現する。
踊魔法：瀕死の白鳥（ウミラー・ユシイ・レーベチ）
アンナ・パブロワが抱いた感情を観た者にも共有させる能力。
アンナがバレエを披露したあとに発動。黒い水面を顕現させたあと、今までアンナが積み上げた痛みを共有させる。観客だと違和感を感じる程度の微々たるダメージ程度だが、対戦相手となると同じ舞台に立っていると言う事でアンナが受けた同等のダメージを受ける。ただし、完全に同時と言うわけでなく瞬きほどの一瞬のタイムラグが有る。
『瀕死の白鳥』最・終・幕（ウミラー・ユシイ・レーベチ ボスレドニー・アクト）
「我『完璧』を欲す」の言葉により発動。この魔法発動後、真っ白だった魔装が真っ黒に染まる。
「踊魔法：瀕死の白鳥」の共有する能力を何倍にも増幅させる。この能力を使用すると、観客もアンナが受けたダメージを完全に共有してしまい、対戦相手はアンナが受けたダメージの何倍にも返ってダメージを受けてしまう。
ラクシュミー・バーイー （魔女階位：90.5倍：20位）
『立』の魔女。持っている欲は『自裁欲』。第1回戦第11試合に出場。
第1回戦第11試合で佐々木累と対戦。ジャーンシー藩王国の王妃で、インド大反乱の指導者。佐々木が入場する前にヴァルプルギスの中止を訴えた。
魔装：トリデーヴィー・ヤー・アヴァターラ

### 悪魔
アグラット・バット・マハラット
悪魔女王。魔女千夜血戦の主催者。
リリム＆リリス
アグラットの側近である2人の悪魔。
ジャンヌ・ダルクに「契約」を結ばせて魔界へと案内したのち、32人の魔女たちに魔女千夜血戦のルールを説明する。
リリートゥ
魔女千夜決戦の実況を務める悪魔。
キスキル＝リラ
アグラットの配下の悪魔。魔女たちの力を分析・解説する。
ブベル
癒やしの悪魔。医務室にて勝者の治療を担当する。

## 作中用語
魔女
『欲』
魔女千夜血戦に参加する魔女たちの力の源。
魔装
魔女が持つ『欲』を武器や鎧にする魔女の戦闘装束。
魔法
魔女が持つ『欲』を源とし発露する異能。
魔女千夜血戦(ヴァルプルギス)
最強の『欲』を持つ魔女を決めるための1対1のデスマッチトーナメント。トーナメントに勝ち抜き32名の頂点になった者は悪魔女王アグラット・バット・マハラットの力によって自身が持つ『欲』を叶えることが出来る。しかし、敗北した者は本来輪廻転生できる魂が完全に消滅してしまう「永遠の死」を受ける。
なお、試合の勝者は四肢欠損などの重傷を負ったとしても、生きてさえいれば次戦までに戦闘可能な状態に治療してもらえる。

魔女階位（ウィッチズ・オッズ）
魔女千夜血戦を利用して行われている一種の賭博、もしくはその賭博における魔女のオッズ。
来世の生まれ変わり先はその人物がもつ『徳』の大小によって決まるが、魔女千夜血戦の観戦者は自身の『徳』を「推し魔女」に賭けることができる。リスクはあるものの、応援する魔女が優勝すれば『徳』が何倍にも増え、より良い来世を迎えることができる。ただし、オッズはあくまで魔女の経歴のみに基づく予想であり、必ずしも実際の強さを表すものではない。
『魔女の鉄槌』
マハ・タリを中心に、ある目的のために徒党を組んだ魔女たちの勢力。構成員はマハ・タリ、八百屋お七、厳詠春、ゼノビア。

## 書誌情報
- 河本ほむら（原作）・塩塚誠（作画）『魔女大戦 32人の異才の魔女は殺し合う』コアミックス〈ゼノンコミックス〉、既刊13巻（2025年7月18日現在）
  1. 2021年6月18日発売[3]、ISBN 978-4-86720-242-5
  2. 2021年9月18日発売[4]、ISBN 978-4-86720-264-7
  3. 2021年12月20日発売[5]、ISBN 978-4-86720-287-6
  4. 2022年6月20日発売[6]、ISBN 978-4-86720-392-7
  5. 2022年10月20日発売[7]、ISBN 978-4-86720-431-3
  6. 2023年2月20日発売[8]、ISBN 978-4-86720-467-2
  7. 2023年7月20日発売[9]、ISBN 978-4-86720-525-9
  8. 2023年11月20日発売[10]、ISBN 978-4-86720-588-4
  9. 2024年3月19日発売[11]、ISBN 978-4-86720-628-7
  10. 2024年7月20日発売[12]、ISBN 978-4-86720-669-0
  11. 2024年11月20日発売[13]、ISBN 978-4-86720-704-8
  12. 2025年3月19日発売[14]、ISBN 978-4-86720-749-9
  13. 2025年7月18日発売[15]、ISBN 978-4-86720-783-3

## 制作
原作の河本ほむらは、担当からの「女性偉人バトルもの」との提案に「魔女」や「トーナメント」の要素を加えたものが本作であるとの旨を述べている。一方、作画の塩塚誠は連載開始後とは異なる草案のころ、自分も女性メインの話を描いてみたいと思っていたうえ、漫画の仕事もできることから、企画が通ればいいなと思っていたという。描くうえでのこだわりなどについては、河本は「様々な衣装をまとって戦う各魔女のキャラクター」、塩塚は「戦闘時には片方に肩入れして描かないように意識している」との旨を挙げている。